# Кларк, Иэн
Иэн Кларк (англ. Ian Clark; род. 20 августа 1946, Лондон) — британский барабанщик. Известен как участник групп Cressida и Uriah Heep.

## Биография
Играл на ударных в группе Cressida, с которой записал их два альбома «Cressida» (1970) и «Asylum» (1971).
В ноябре 1970 года приглашён в Uriah Heep для выступлений на гастролях в поддержку альбома «Salisbury».
Иэн участвовал в записи третьего альбома группы «Look At Yourself» (1971), однако, на альбоме его фамилия не была указана, хотя и была фотография. По контрактным обязательствам, Иен Кларк, ещё числился в Cressida, чей второй альбом вышел тоже в 1971 г..
В ноябре 1971 года Иен Кларк вынужден был покинуть Uriah Heep, так как барабанщиком группы согласился стать более маститый Ли Керслэйк.
Иэн же покинул музыкальный бизнес, занявшись обучением игры на ударных инструментах.

## Дискография
Cressida
- Cressida (1970)
- Asylum (1971)

Uriah Heep
- Look at Yourself (1971)

Bert Jansch
- Dazzling Stranger (2000)
- Downunder: Live in Australia (2001)